# Massakory
Massakory er hovedbyen i regionen Hadjer-Lamis i Tchad og har en befolkning på 11.300 indbyggere (1993).